# Macati
Macati (en filipino: Makati) es una de las ciudades más importantes de Filipinas en cuanto a finanzas y comercio. Se nota por su cultura muy cosmopolita. Es parte del área metropolitana de Manila. 
Se fundó como una agrupación de barangayes que se llamaba el Estado de Meykatmon. El nombre de la ciudad tiene su origen en la palabra tagala kati, que significa marea. Esto primeramente se refiere al flujo y reflujo del río Pasig al norte de la ciudad. Durante la época española, se llamaba San Pedro de Macati; en 1914 se acortó como Macati.
Macati es una de las 16 ciudades que componen Gran Manila y actualmente es una de las áreas cosmopolitas más grandes del mundo. La ciudad de Macati es el centro financiero por referencia de Filipinas y conforma parte de los distritos financieros, comerciales y económicos más importantes de Asia. Como cuna para un gran número de embajadas, Macati se ha convertido en un lugar referente para los extranjeros que visitan Filipinas.

Mapa de Macati con sus barangays.

| Barangay                 | Población en 2004 | Población en 2010 | Área (km²) | Distrito Electoral |
| ------------------------ | ----------------- | ----------------- | ---------- | ------------------ |
| Bangkal                  | 22,433            | 23,378            | 0.74       | 1.ª                |
| Bel-Air                  | 9,330             | 18,280            | 1.71       | 1st                |
| Carmona                  | 3,699             | 3,096             | 0.34       | 1st                |
| Cembo                    | 25,815            | 27,998            | 0.22       | 2.ª                |
| Comembo                  | 14,174            | 14,433            | 0.27       | 2.ª                |
| Dasmariñas               | 5,757             | 5,654             | 1.90       | 1.ª                |
| Rembo Oriental           | 23,902            | 26,433            | 0.44       | 2nd                |
| Parque Gobernador Forbes | 3,420             | 2,533             | 2.53       | 1st                |
| Guadalupe Nuevo          | 22,493            | 18,271            | 0.57       | 2nd                |
| Guadalupe Viejo          | 13,632            | 16,411            | 0.62       | 2nd                |
| Kasilawan                | 6,224             | 5,291             | 0.09       | 1st                |
| La Paz                   | 8,843             | 7,931             | 0.32       | 1st                |
| Magallanes               | 7,509             | 5,576             | 1.20       | 1st                |
| Olympia                  | 20,172            | 21,270            | 0.44       | 1st                |
| Palanan                  | 16,614            | 17,283            | 0.65       | 1st                |
| Pembo                    | 35,035            | 44,803            | 1.23       | 2nd                |
| Pinagkaisahan            | 6,186             | 5,804             | 0.16       | 2nd                |
| Pio del Pilar            | 22,495            | 27,035            | 1.20       | 1st                |
| Pitogo                   | 13,367            | 15,332            | 0.14       | 2nd                |
| Población                | 8,446             | 17,120            | 0.46       | 1st                |
| Post Proper Northside    | 1,475             | 6,010             | 0.45       | 2nd                |
| Post Proper Southside    | 25,037            | 45,310            | 0.60       | 2nd                |
| Rizal                    | 37,022            | 41,959            |            | 2.ª                |
| San Antonio              | 12,226            | 11,443            | 0.89       | 1st                |
| San Isidro               | 8,686             | 7,589             | 0.50       | 1st                |
| San Lorenzo              | 6,487             | 10,006            | 2.09       | 1st                |
| Santa Cruz               | 7,419             | 7,440             | 0.47       | 1st                |
| Singkamas                | 6,226             | 7,426             | 0.13       | 1st                |
| Cembo del Sur            | 13,570            | 14,672            | 0.20       | 2nd                |
| Tejeros                  | 16,820            | 13,868            | 0.29       | 1st                |
| Urdaneta                 | 3,817             | 3,717             | 0.74       | 1st                |
| Valenzuela               | 5,908             | 7,261             | 0.24       | 1st                |
| Rembo Occidental         | 28,889            | 28,406            | 0.55       | 2nd                |

## Galería

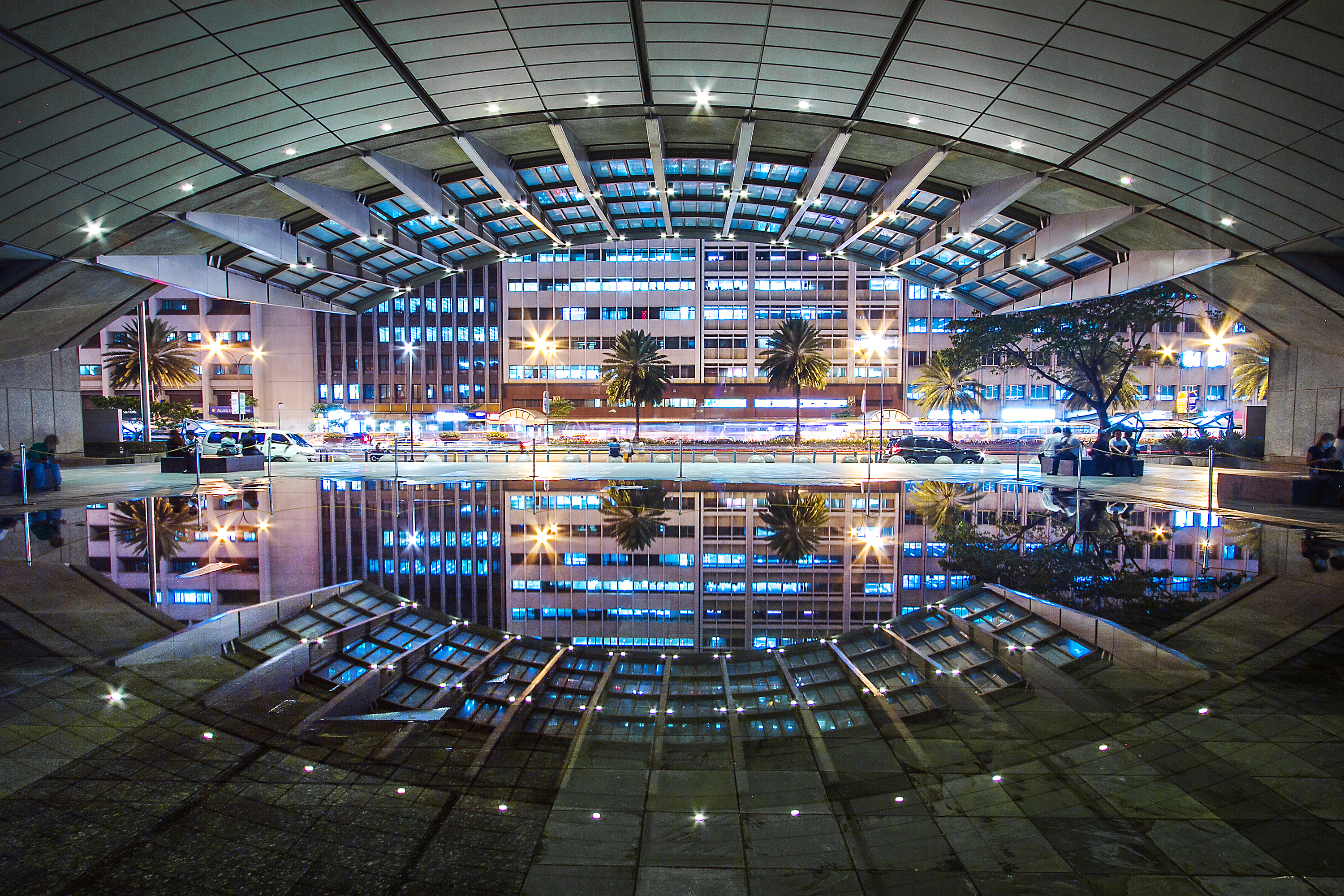
Centro Fiinanciero, Makati
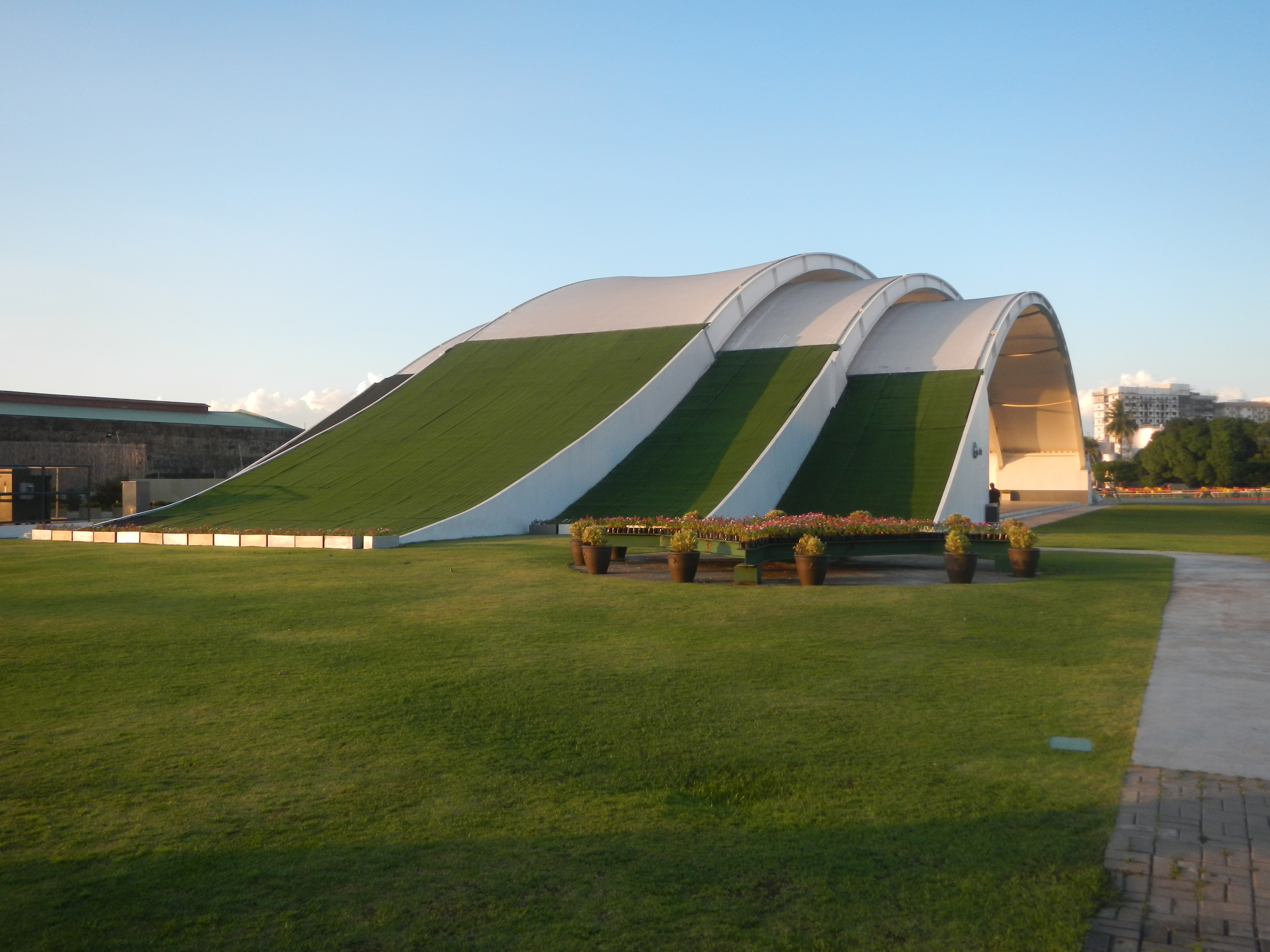
Makati
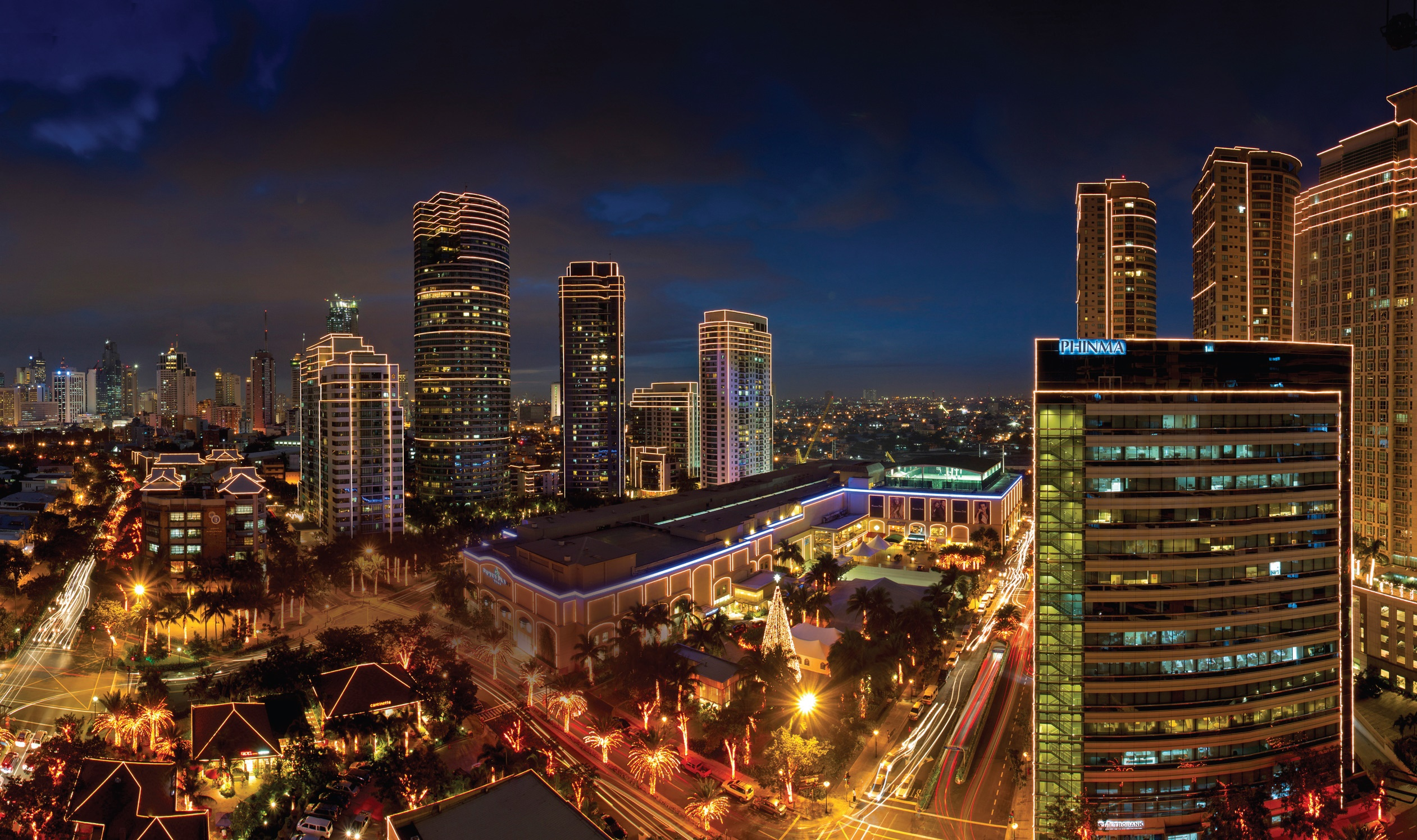
Centro Rockwell, Makati
Jardiens del Norte del Triangulo de Ayala, MakatiJardiens del Norte del Triangulo de Ayala, Makati
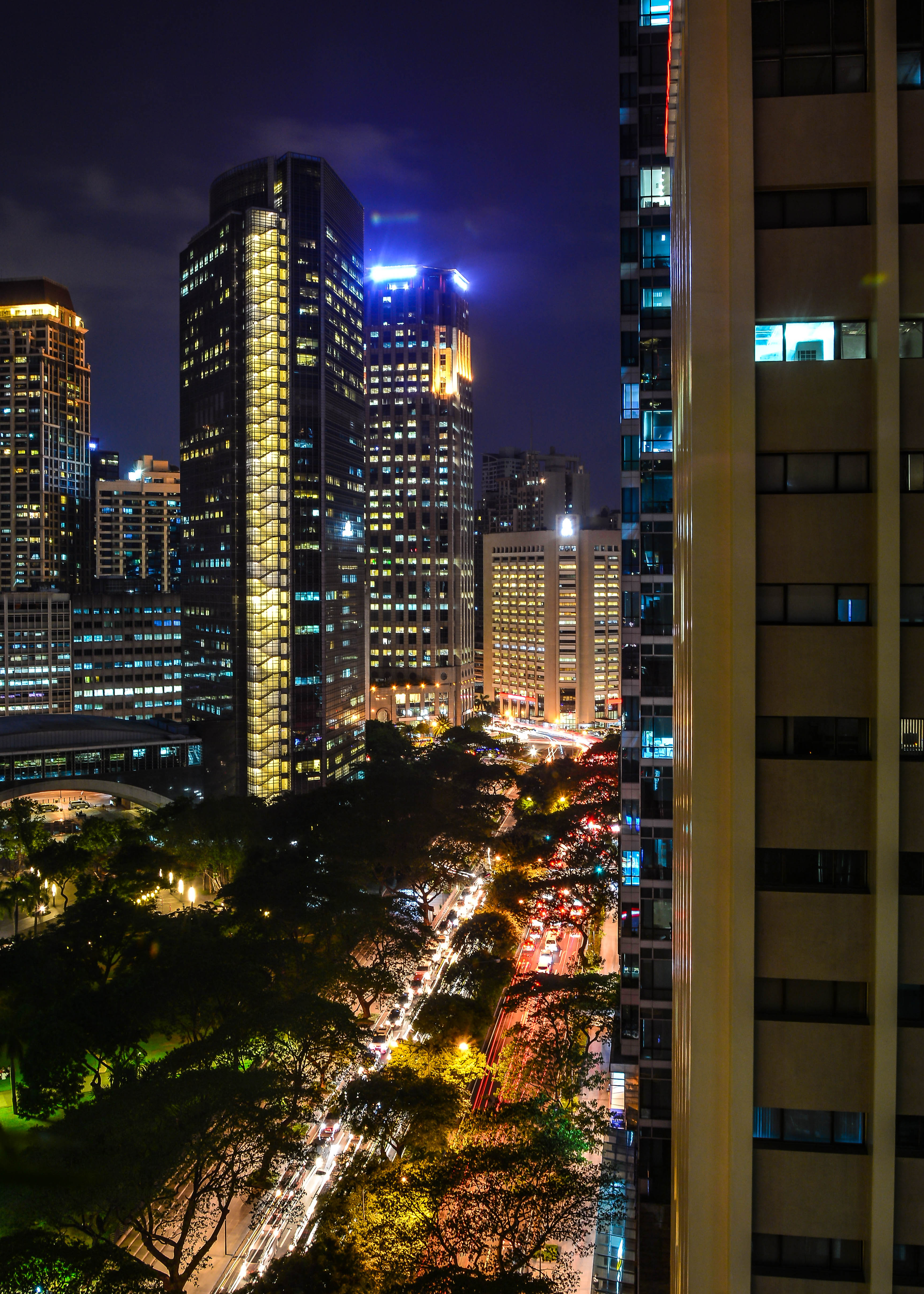
Campo Nelson junto al Triangulo Ayala, Makati
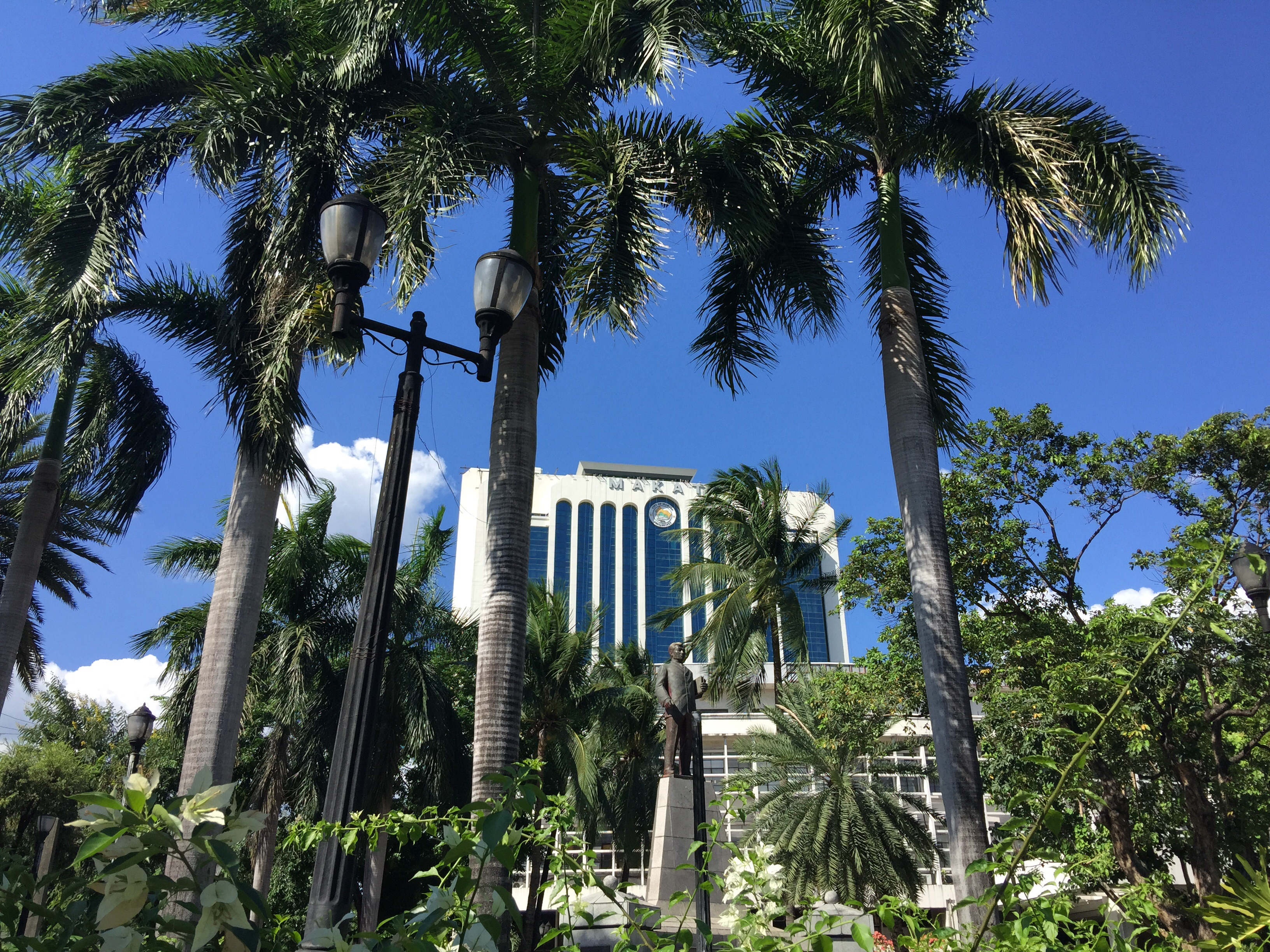
Plaza Rial y Ayuntamiento, Makati
- Iglesia de Nuetsra Señpra d eGuadalupe, MakatiIglesia de Nuetsra Señpra d eGuadalupe, Makati
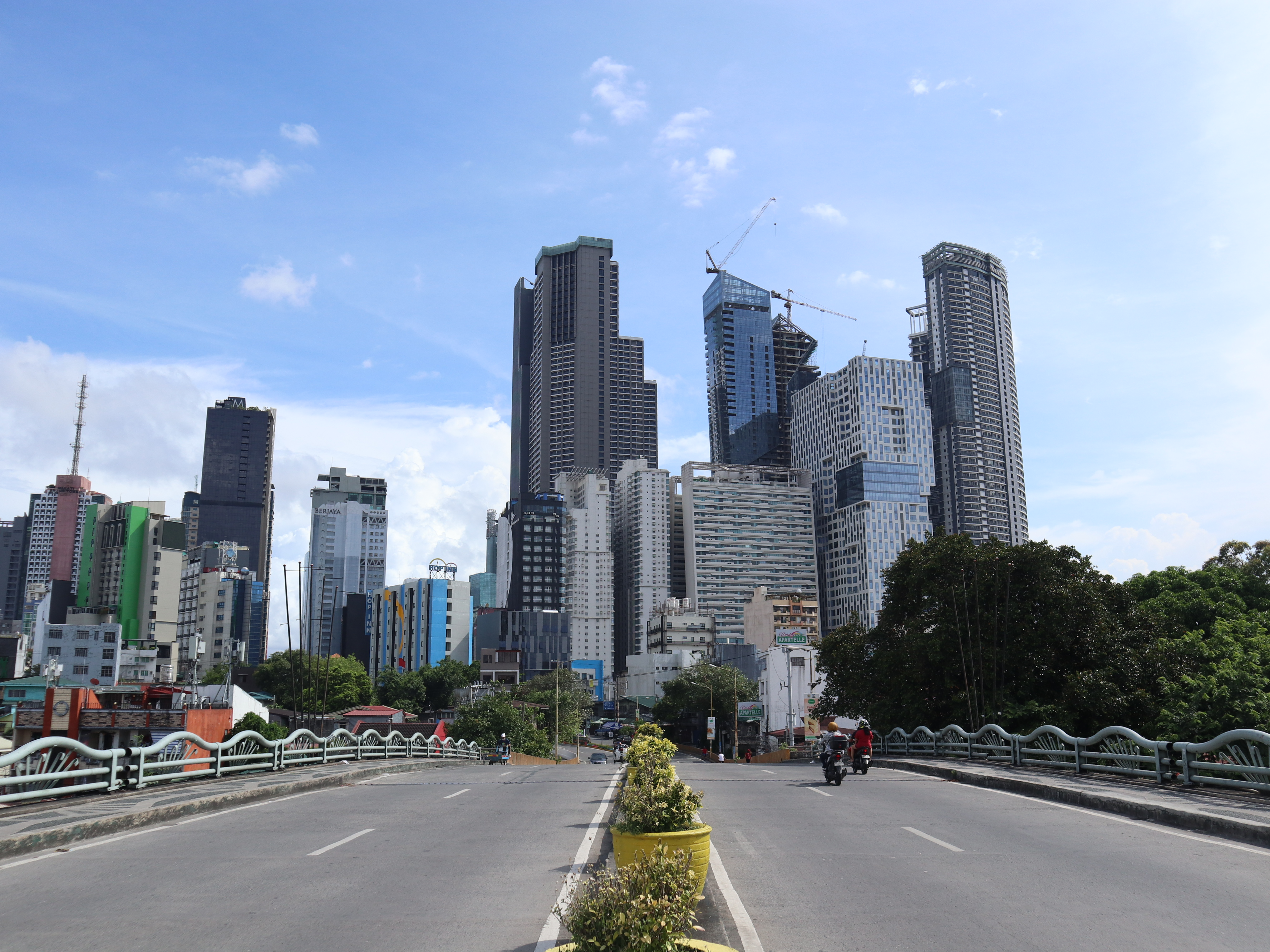
Makati